# 길버트 듀랜달
길버트 듀랜달(영어: Gilbert Dullindal, 일본어: ギルバート・デュランダル)은 TV 애니메이션 《기동전사 건담 SEED DESTINY》에 등장하는 가공의 인물이다. 성우는 이케다 슈이치가 담당하였다.

## 캐릭터 개요
애니메이션 작품 《기동전사 건담 SEED DESTINY》 제1화부터 등장한다. 또한 《기동전사 건담 SEED》 시리즈 및 건담 시리즈 등 각종 미디어 믹스에도 등장한다.
《기동전사 건담 SEED DESTINY》의 시리즈 구성을 담당한 모로사와 치아키는 듀랜달의 모델로 아돌프 히들러의 초창기 모습을 들고 있다.

## 같이 보기
- 기동전사 건담 SEED DESTINY